# CAC Wackett
De CAC Wackett was een Australisch militair lesvliegtuig, dat de Royal Australian Air Force gebruikte tijdens de Tweede Wereldoorlog. Het type was het eerste eigen ontwerp van de Commonwealth Aircraft Corporation, die in 1936 was opgericht in Fishermans Bend nabij Melbourne. Het kreeg de naam van zijn ontwerper, Lawrence Wackett.
De romp van de eendekker was van stalen buizen bekleed met weefsel; de staart en de vleugels waren van hout. Leerling-piloot en instructeur zaten in tandem in de cockpit. Het landingsgestel was niet intrekbaar.
Er werden twee prototypes gebouwd, aangeduid als CA-2. Het eerste vloog op 19 september 1939. Het was uitgerust met een de Havilland Gipsy Major-motor maar die bleek te weinig vermogen te leveren. Het tweede prototype, en later ook het eerste, werden daarom uitgerust met een Gipsy Six.
In augustus 1940 bestelde de RAAF de eerste serie-exemplaren van de Wackett. Ze werden aangeduid als CA-6 en waren uitgerust met Warner Scarab-stermotoren. Men had deze Amerikaanse motoren verkozen omdat de Britse motoren moeilijk te verkrijgen waren. De eerste CA-6 Wackett vloog op 6 februari 1941 en kwam in maart van dat jaar in dienst. In totaal werden 200 CA-6 Wackett trainers geleverd aan de vliegscholen in Australië. Bij het uitbreken van de oorlog in de Stille Oceaan werd de productie versneld. De laatste werd aan de Royal Australian Air Force afgeleverd op 22 april 1942.
Na de Tweede Wereldoorlog werden de Wacketts uit dienst genomen en verkocht aan particulieren en organisaties. De Militaire Luchtvaart van het Koninklijk Nederlandsch-Indisch Leger verwierf een dertigtal Wacketts. De nog resterende toestellen hiervan kwamen na de Indonesische onafhankelijkheid bij de Indonesische luchtmacht terecht. In Australië werd in de jaren 1950 een aantal Wacketts omgebouwd tot sproeivliegtuig.